# NSAID's
NSAID's (afkorting van non-steroidal anti-inflammatory drugs, niet-steroïde anti-inflammatoire geneesmiddelen) zijn ontstekingsremmende geneesmiddelen die niet behoren tot de groep van de corticosteroïden.  Een ander woord hiervoor is prostaglandinesynthetaseremmers.
Voorbeelden van NSAID's zijn ibuprofen, diclofenac, meloxicam, naproxen, etofenamaat, celecoxib. Het acetylsalicylzuur (aspirine, Aspegic) wordt ook tot de NSAID's gerekend. Deze stof was er al een eeuw voordat de eigenlijke NSAID's werden ontwikkeld en heeft bovendien een werking op de bloedstolling.

## Effecten van een NSAID
Naast ontstekingsremming hebben veel NSAID's ook een pijnstillend en koortsverlagend effect. Ze worden vaak toegepast bij acute pijn (bijvoorbeeld een blessure) of chronische gewrichtspijn (reuma) en aanvallen van jicht.
NSAID's hebben een remmend effect op (premature) weeën, maar hebben als ongewenst bijeffect dat de sluiting van de ductus arteriosus wordt bevorderd. Hierom worden ze na de 24e week zo veel mogelijk vermeden, en na de 30e week helemaal niet gebruikt.

## Werking en bijwerking van een NSAID
NSAID's zijn medicijnen die door middel van remming van het cyclo-oxygenase-eiwit (COX) de vorming van prostaglandinen in het lichaam remmen. Deze stimuleren de waarneming van pijn, verhogen de lichaamstemperatuur (koorts) en zorgen dat bloedvaten open gaan staan (roodheid bij een ontsteking). De meeste NSAID's remmen zowel het eiwit COX-1 als COX-2.
Prostaglandinen zijn betrokken bij de opbouw van het maagslijmvlies en het darmslijmvlies. Doordat NSAID's de vorming van prostaglandinen remmen, wordt het slijmvlies steeds dunner en kan het gemakkelijk geïrriteerd raken door maagzuur. NSAID's dienen daarom met voorzichtigheid te worden gehanteerd, met name bij mensen die makkelijk maagklachten krijgen of eerder maag- of darmbloedingen hebben gehad en mensen die ernstige gevolgen kunnen ondervinden van een bloeding (bijvoorbeeld door gebruik van anticoagulantia). Vooral COX-1 lijkt verbonden aan het ontwikkelen van maag-darmklachten. Sommige NSAID's hebben daarnaast een bloedstollingstijdverlengende werking. Hierdoor bevorderen ze het genezen van een eventuele aandoening aan de maag niet. Regelmatig wordt voor de maag om deze reden een maagzuurremmer, bijvoorbeeld omeprazol of pantoprazol, gebruikt wanneer mensen NSAID's moeten gebruiken. De kans op een (acute) maagbloeding bij NSAID is afhankelijk van een aantal factoren, waaronder leeftijd, eerdere bloedingen en het gebruik van andere medicatie die de kans op bloedingen verhoogt. Er is geen medicatie voor de preventie van darmbloedingen door NSAID's. Wel is er binnen de groep NSAID's een verschil in risico op het krijgen van bloedingen. De verschillen zijn meestal dosisgerelateerd. Diclofenac geeft van de klassieke NSAID's b.v. de laagste kans op het krijgen van bloedingen en naproxen de hoogste kans. Ook de COX-2 selectieve NSAID's als bijvoorbeeld celecoxib en etoricoxib hebben een lagere kans op bloedingen in het maag-darmkanaal. Omgekeerd verhogen de COX-2 selectieve NSAID's en diclofenac bij langduriger gebruik (ca. meer dan 2 maanden) weer het risico op hart- en vaatziekten, terwijl naproxen geen verhoging van het risico op hart- en vaatziekten geeft.
NSAID's hebben tevens een effect op de nier. Doordat ze een remmende werking hebben op de synthese van prostaglandines wordt het effect van deze prostaglandines op de glomeruli in de nier (het openzetten van de bloedaanvoerende (afferente) arteriole tegengegaan. Dit resulteert in een vermindering van de bloedaanvoer in de nier, waardoor deze signaleert dat het circulerende volume te klein is en vocht en zout gaat vasthouden. Dit kan weer tot een hoge bloeddruk leiden.
De combinatie van een NSAID met een ACE-remmer is af te raden, omdat dit de ongunstige effecten van een NSAID op de nierdoorbloeding kan versterken. De NSAID leidt, zoals boven gemeld, tot constrictie van de aanvoerende arteriole, waardoor de filtratiedruk daalt. Deze daling van de filtratiedruk kan de nier compenseren door vasoconstrictie van de afvoerende (efferente) arteriole, maar als tegelijkertijd een ACE-remmer wordt toegediend kan (de angiotensine II afhankelijke) efferente vasoconstrictie niet goed meer plaatsvinden, wat kan leiden tot nierfalen. De filtratiedruk kan dan dalen tot te lage waarden, waardoor nierinsufficiëntie ontstaat.
Bij sommige mensen veroorzaken NSAID's een droge hoest door bronchospasmen. Astmatici kunnen een ernstige aanval krijgen na gebruik van NSAID's. NSAID's verminderen de activiteit van het enzym cyclo-oxygenase en remmen daarmee de omzetting van arachidonzuur in prostaglandinen. Hierdoor wordt er meer arachidonzuur, onder invloed van het enzym lipoxygenase, omgezet tot leukotrienen. Leukotrienen zijn bekende veroorzakers van bronchoconstrictie. Daarnaast zijn er prostaglandinen die bronchodilatatie geven (bijvoorbeeld PGE2) wier productie door NSAID's ook beperkt wordt.
Het feit dat niet elke astmapatiënt gevoelig is voor NSAID's wordt geweten aan het feit dat een deel van de astmapatiënten een verminderde esterase activiteit heeft. Hierdoor wordt het effect van de NSAID op het arachidonzuurmetabolisme versterkt. Deze verminderde activiteit vindt mogelijk zijn grondslag in het bestaan van het HLA-DQw2-antigeen.
Het gebruik bij vrouwen die zwanger willen worden, zwanger zijn of borstvoeding geven, wordt sterk ontraden. Indocid wordt gebruikt tijdens operaties in het eerste of tweede trimester, zoals bij het aanleggen van een cervixcerclage. Doordat NSAID's de vorming van prostaglandinen remmen, kunnen deze aanzetten tot het sluiten van de ductus Botalli bij de foetus. Om deze reden worden vanaf de 24e week bij voorkeur andere weeënremmende middelen gebruikt. Ook worden NSAID's standaard gegeven als onderdeel van de pijnbestrijding na een keizersnee. Sluiting van de ductus Botalli bij de foetus is dan een natuurlijk proces. Paracetamol heeft deze bijwerkingen niet.

## Ziekenhuisopnames door NSAID's en acetylsalicylzuur
NSAID’s en acetylsalicylzuur (o.a. aspirine) zijn volgens het Harm-rapport verantwoordelijk voor 50% van de vermijdbare geneesmiddelgerelateerde acute ziekenhuisopnames in Nederland. In Nederland slikt 20% van de bevolking NSAID's of acetylsalicylzuur, zodat deze groep ruim vertegenwoordigd is. Op 26 maart 2008 stuurde de minister van VWS het rapport naar de Nederlandse Tweede Kamer. Beide kamers van de Staten-Generaal hebben het rapport aanvaard. Bovendien gaat gelijktijdig gebruik van ibuprofen met acetylsalicylzuur de bloedplaatjesremmende werking van acetylsalicylzuur tegen en zal zo het cardioprotectieve effect van acetylsalicylzuur verminderen. Na een reeks rechtszaken tegen de indeling door het CBG bleek in oktober 2012 dat in Nederland de voorgestelde indeling bleef gehandhaafd. Ibuprofen 200 mg (en in sommige winkels 400 mg) ligt in de algemene verkoop (AV). Een aantal NSAID's ligt nog bij de drogist en in de apotheek en heeft de status Uitsluitend Apotheek en Drogist (UAD). Een beperkt aantal NSAID's in hogere doseringen of in grotere verpakkingen heeft de status UA (Uitsluitend Apotheek). Ook blijft een groep UR (Uitsluitend Recept).
Aanbeveling 20 van het rapport Harm-Wrestling werd zo genegeerd.

## Selectieve COX-2-remmer
Er is een klasse geneesmiddelen ontwikkeld, de COX-2-remmers die wel de voordelen van de klassieke NSAID's zouden hebben, maar minder de bijwerkingen. Voorbeelden zijn etoricoxib (Arcoxia), rofecoxib (Vioxx) of celecoxib (Celebrex). Gebleken is dat deze middelen ook niet geheel risicovrij zijn. Het middel Vioxx is na een paar jaar in september 2004 door de fabrikant uit de markt genomen omdat het de kans op een hartinfarct ernstig bleek te vergroten. Omdat de kans op maag-darm-bloedingen nog steeds hoger is dan bij placebogebruik, wordt ook bij het gebruik van COX-2 selectieve NSAID's het gebruik van een maagzuurremmer geadviseerd bij hoogrisicopatiënten.